# Cephalotes cordatus
Cephalotes cordatus é uma espécie de inseto do gênero Cephalotes, pertencente à família Formicidae.